# オタマトーン
オタマトーンは、芸術ユニットの明和電機が開発した電子楽器及び玩具である。玩具としての量販品は株式会社キューブが2009年12月1日から製造、販売している。また、アート（美術品）として『オタマトーンジャンボ』を明和電機が製造販売している。

## 概要
シリコン製の頭がついたオタマジャクシや音符のような外見の電子楽器で、メンブレンスイッチを内蔵した黒色の「シッポスイッチ」を触ると音が出る仕組み（単音のみ。音域は3段階に変更可能）。スイッチの上側が低音、下側が高音となる。演奏しながら本体を揺らすことでビブラートのような効果を出したり、口の部分を開閉させることでワウのような効果を出すこともできる。
誰でも手軽に音を出せる一方、基本は作音楽器であり、個体によっても微妙に音程が異なるため 、音を外さず正確に演奏するには演奏者の音感と慣れが必要とされるが、一部機種はスマートフォンアプリである『オタマトーン スタジオ』と接続することで、調律された音律にしたり音色を変えたりして演奏ができる。
色やサイズ違いのバリエーションのほか、くまモン、ハローキティ、キッス、星のカービィ、初音ミク、モンチッチ、岩下の新生姜など、様々なコラボレーションモデルが発売されている。
2010年、日本おもちゃ大賞のハイターゲット・トイ部門の大賞を受賞。
2020年12月、10周年記念モデルの“オタマトーンneo”が発売された。
2021年には、オーディション番組『アメリカズ・ゴット・タレント』のスペイン版に当たる『ゴット・タレント・エスパーニャ』において、ギター奏者の男性が日本で購入したオタマトーンによる演奏で、オペラ『トゥーランドット』のアリア「誰も寝てはならぬ」を披露。このパフォーマンスは準々決勝進出を意味するゴールデン・ブザーを獲得した。この様子のYouTube動画が話題を呼び、コロナ禍での巣ごもり需要も相まって人気が急上昇した。2024年時点では世界200万本以上の売り上げと公称されている。
2023年、株式会社スロウカーブのプロデュースにて、オタマトーンの電動模型を使用したショートアニメーションシリーズ『Otamatoon』（オタマトゥーン）を発表。

## 製品
- オタマトーン - スタンダードモデル。
- オタマトーン DX（デラックス） - 約1.5倍の大型モデル。3.5mmステレオジャック、ACアダプタに繋がるDCジャックを装備。ただしステレオジャックによる出力中もメインスピーカーから音が出る仕様。
- オタマトーンでじたる - 作音楽器でなく音階が区切られている。販売終了。
- オタマトーンメロディ - キーチェーンサイズ。あらかじめメロディが数曲収録されており、ボタンを押して1音ずつ演奏できる。
- オタマトーンテクノ - 『オタマトーン スタジオ』対応。大きさはDXと同じ。3.5mmステレオジャックによる出力によってメインスピーカーを消音することが可能。
- オタマトーンneo - 10周年記念モデル。『オタマトーン スタジオ』対応。
- オタマトーンジャンボ - 超大型モデル（アート扱い）。明和電機での受注販売。

### 関連製品
- チワワ笛 - 犬の鳴き声のような発音をする笛。オタマトーンの原型となっている。
- オタマミン - 光源に近づけたり遠ざけたりすることで音を出す、テルミン風の電子楽器。別売のオタマトーンの顔を取り付けられる。
- オタマトーン パクパクホルダー - オタマトーンの顔と同じ形状で裏側にマグネットを付けた壁掛けホルダー。数色あり、オタマトーン・オタマミンと換装可能。
- オタマ様を起こさないで - オタマトーンの音が鳴らない様にコインを乗せるゲーム用パーツ。
- オタマトーン ぬいぐるみ - オタマトーンのぬいぐるみ。Sサイズとマスコットサイズの2種類。